# Гайдар Тимур Аркадійович
Тимур Аркадійович Гайдар (нар. 8 грудня 1926, Архангельськ, Російська РФСР, СРСР — пом. 23 грудня 1999, Москва, Росія) — радянський і російський журналіст і письменник. Контр-адмірал. Член Спілки письменників СРСР.

## Біографія
Син радянського письменника Аркадія Петровича Гайдара (Голікова) та його другої дружини Лії (Рахілі) Лазарівни Солом'янської.
Тимур Гайдар закінчив у 1948 році Ленінградське військово-морське підготовче училище, у 1954 році — факультет журналістики Військово-політичної академії імені В. І. Леніна. Служив на підводному човні на Балтійському та Тихоокеанському флотах.
Пізніше працював у газетах «Радянський флот» і «Червона Зірка», а з 1957 року — в газеті «Правда», де працював у військовому відділі, а з 1972 року став його завідувачем, був власним кореспондентом «Правди» на Кубі, в Югославії і в Афганістані. Публікувався також в «Московських новинах» і в «Известиях», був членом редколегії журналу «Піонер». Працював у Белграді з 1965 по 1971 рік.
Був одружений з донькою відомого письменника Павла Бажова Аріадною Павлівною Бажовою, син — Єгор Гайдар, який виконував обов'язки голови Уряду Росії в 1992 році, прийомний син — Микита Матвійович Бажов.
Тимур Аркадійович Гайдар був Почесним гостем і активним помічником Московського Палацу піонерів і школярів імені А. П. Гайдара, розташованого в московському районі Текстильщики.
В останні роки Тимур Гайдар жив у письменницькому селищі Красновидове, там з вертольота розвіяли його прах.

## Спогади сучасників
Михайло Полторанін так згадував Тимура Гайдара:
Тимура — батька Єгора я добре знав за спільною роботою в «Правді». Він очолював військовий відділ і тримався від всіх дещо осторонь. Колись служив на флоті, там отримав військове звання і, працюючи пізніше кореспондентом «Правди» на Кубі, в Югославії та інших місцях, отримував нові зірочки офіцера запасу. Відділ він очолював вже в мундирі з погонами капітана першого рангу. 

На одну з редакційних нарад Тимур прийшов в новенькій формі контр-адмірала. Сів серед нас на стілець в глибині залу. Нарада йшла як завжди, а коли закінчувалася, хтось голосно сказав головному редактору «Правди»  Афанасьєву: 

- Вікторе Григоровичу, а Гайдар у нас отримав звання контр-адмірала... 

- Так? - вигукнув Афанасьєв і, оглядаючи зал, побачив Гайдара. - Встань, здайся народу, Тимуре! 

Гайдар піднявся - низенький, товстенький, лице і лисина - кольору буряка. Нашого колегу, схоже, постійно супроводжував високий тиск. 

Афанасьєв довго дивився на нього оцінюючим поглядом, потім єхидно сказав: 

- Так, Тимур, на контру ти, звичайно, схожий. А ось на адмірала - анітрохи!

## Нагороди і пам'ять
- орден Червоної Зірки
- орден «Знак Пошани»
  - Медалі, в тому числі:
  - «За бойові заслуги»;
  - «За перемогу над Німеччиною у Великій Вітчизняній війні 1941-1945 рр.»;
  - «Ветеран Збройних Сил СРСР»;
  - «За бездоганну службу» 1-го ступеня.

- Почесний громадянин міста Междурєченська (1985)[4].
- Лауреат Гайдарівської премії 1981 року[5] — за велику роботу з військово-патріотичномуго виховання дітей і підлітків.
- Один з притулків популярного туристичного маршруту в районі Піднебесних Зубів названий на честь контр-адмірала Т. А. Гайдара — притулок «Адміральський».